# ФК Лудогорец Разград
ФК Лудогорец (буг. ПФК Лудогорец) је бугарски фудбалски клуб из Разграда, који се такмичи у Првој лиги Бугарске. Играју на Лудогорец арени која има капацитет 12.500 места.

## Историја
Фудбалски клуб Лудогорец је основан 1945. године. У сезони 1961/62. први пут се пласирао у Другу лигу. У првих 65 година клуб је углавном играо другу и трећу лигу. Године 2001. клуб је расформиран.
Иницијатори за поновно оснивање клуба били су Александар Александров и Владимир Димитров па је тако нови фудбалски клуб основан 18. јуна 2001. године под именом Лудогорие. Клуб је почео да се такмичи од најнижег степена такмичења у Бугарској. Године 2002. године је клуб променио име у Разград 2000 након уједињења са истоименим омладинским клубом. Разград је неколико пута освајао своју групу, али није имао новчаних средстава да пређе у виши ранг. Ипак у сезони 2005/06. Лудогорец је поново био први и пласирао се у трећу лигу.
У сезони 2009/10. клуб се пласирао у Другу лигу Бугарске. Године 2010. клуб је добио лиценцу да преузме историју од расформираног клуба Лудогорец Разграда. У јулу 2010, за тренера је именован Ивајло Петев. У септембру је Лудогорец купио бизнисмен Кирил Домусчиев са намером да донесе Лудогорецу пласман у Прву лигу. Дана 28. маја то је и остварио и Лудогорец се први пут пласирао у највиши ранг Бугарског фудбала.
Прву сезону у Првој лиги Лудогорец је кренуо са неколико квалитетних појачања, па је тако први пораз претрпео тек у 10. колу када су поражени од Литекса у Ловечу са 2:1. У 15. колу играли су нерешено 2:2 у Софији са ЦСКА, а том утакмицом се и завршио први део сезоне после које је Лудогорец био на првом месту. Након три узастопна пораза у пролећном делу сезоне Лудогорец је изгубио вођство на табели. Међутим победом од 1:0 над ЦСКА из Софије у последњем колу Лудогорец је завршио на првом месту са само једним бодом више од ЦСКА. Победоносни гол за прву шампионску титулу постигао је Мирослав Иванов. Најбоља сезона у историји клуба завршила се освајањем купа победом над Локомотивом из Пловдива.
У августу 2012. Лудогорец је освојио и Суперкуп победом над Локомотивом из Пловдива и тако постао први клуб у историји Бугарског фудбала који је у својој првој сезони у највишем рангу такмичења освојио три трофеја.
У Европи су дебитовали у 2. колу квалификација за Лигу шампиона у сезони 2012/13. против Динама Загреб. У првом мечу је било 1:1, да би у другом мечу изгубили са 3:2 голом у 98. минуту.
Лудогорец је сезону 2012/13. почео са 8 победа у низу, а први део сезоне је као и прошле године завршио на првом месту уз само један пораз и седам примљених голова на 15 утакмица. Међутим у бугарском купу је елиминисан већ у шеснаестини финала од ЦСКА из Софије. У 28. колу у првенству Бугарске су поражени од Левског у Софији са 1:0 и тако прво место препустили Левском. У 29. колу обе екипе су победиле. У последњем 30. колу Лудогорец је морао да победи клуб Монтана који је већ испао, али и да се нада да Левски неће победити. То се и десило, Лудогорец је победио 3:0, а Левски је на свом терену одигра 1:1 са градским ривалом Славијом. Ови драматични догађаји донели су Лудогорецу другу титулу првака Бугарске.
Свој други меч у суперкупу Лудогорец је играо 10. јула 2013. против освајача бугарског купа Берое из Старе Загоре. У регуларном делу меча било је 1:1, а након пенала са 5:3 су били бољи играчи Берое.

## Стадион
Лудогорец игра на Лудогорец арени. Стадион је отворен 21. септембра 2011. године. Капацитет стадиона је 12.500 места за гледаоце, поседује рефлекторе и има 1.500 паркинг места. Задовољава стандарде УЕФЕ и на њему могу да се играју европска такмичења.

## Највећи успеси клуба

### Домаћа такмичења
Прва лига Бугарске
- Првак (13) : 2011/12, 2012/13, 2013/14, 2014/15, 2015/16, 2016/17, 2017/18, 2018/19, 2019/20, 2020/21, 2021/22, 2022/23, 2023/24.

 Друга лига Бугарске
- Првак (1) : 2010/11.

 Куп Бугарске
- Освајач (3) : 2011/12, 2013/14, 2022/23.

 Суперкуп Бугарске
- Освајач (4) : 2012, 2014, 2018, 2019.
- Финалиста (3) : 2013, 2015, 2017.

### Европска такмичења
Лига шампиона
- Групна фаза (2) : 2014/15, 2016/17.

 Лига Европе
- Осмина финала (1) : 2013/14.
- Шеснаестина финала (3) : 2016/17, 2017/18, 2019/20.

## Лудогорец у европским такмичењима
| Сезона   | Такмичење         | Ниво          | Екипа               | Дом. | Гост | Резултат       |
| -------- | ----------------- | ------------- | ------------------- | ---- | ---- | -------------- |
| 2012/13  | Лига шампиона     | 2. коло кв.   | Динамо Загреб       | 1:1  | 2:3  | 3:4            |
| 2013/14  | Лига шампиона     | 2. коло кв.   | Слован Братислава   | 3:0  | 1:2  | 4:2            |
| 2013/14  | Лига шампиона     | 3. коло кв.   | Партизан            | 2:1  | 1:0  | 3:1            |
| 2013/14  | Лига шампиона     | Плеј оф       | Базел               | 2:4  | 0:2  | 2:6            |
| 2013/14  | Лига Европе       | Група Б       | ПСВ Ајндховен       | 2:0  | 2:0  | 1.             |
| 2013/14  | Лига Европе       | Група Б       | Динамо Загреб       | 3:0  | 2:1  | 1.             |
| 2013/14  | Лига Европе       | Група Б       | Черноморец          | 1:1  | 1:0  | 1.             |
| 2013/14  | Лига Европе       | 1/16 финала   | Лацио               | 3:3  | 1:0  | 4:3            |
| 2013/14  | Лига Европе       | осмина финала | Валенсија           | 0:3  | 0:1  | 0:4            |
| 2014/15  | Лига шампиона     | 2. коло кв.   | Ф91 Диделанж        | 4:0  | 1:1  | 5:1            |
| 2014/15  | Лига шампиона     | 3. коло кв.   | Партизан            | 0:0  | 2:2  | 2:2 (пгг)      |
| 2014/15  | Лига шампиона     | Плеј оф       | Стеауа              | 1:0  | 0:1  | 1:1 (пен. 6:5) |
| 2014/15  | Лига шампиона     | Група Б       | Реал Мадрид         | 1:2  | 0:4  | 4.             |
| 2014/15  | Лига шампиона     | Група Б       | Базел               | 1:0  | 0:4  | 4.             |
| 2014/15  | Лига шампиона     | Група Б       | Ливерпул            | 2:2  | 1:2  | 4.             |
| 2015/16  | Лига шампиона     | 2. коло кв.   | Милсами             | 0:1  | 1:2  | 1:3            |
| 2016/17  | Лига шампиона     | 2. коло кв.   | Младост             | 2:0  | 3:0  | 5:0            |
| 2016/17  | Лига шампиона     | 3. коло кв.   | Црвена звезда       | 2:2  | 4:2  | 6:4 (п.п.)     |
| 2016/17  | Лига шампиона     | Плеј оф       | Викторија Плзењ     | 2:0  | 2:2  | 4:2            |
| 2016/17  | Лига шампиона     | Група А       | Пари Сен Жермен     | 1:3  | 2:2  | 3.             |
| 2016/17  | Лига шампиона     | Група А       | Арсенал             | 2:3  | 0:6  | 3.             |
| 2016/17  | Лига шампиона     | Група А       | Базел               | 0:0  | 1:1  | 3.             |
| 2016/17  | Лига Европе       | 1/16 финала   | Копенхаген          | 1:2  | 0:0  | 1:2            |
| 2017/18  | Лига шампиона     | 2. коло кв.   | Жалгирис            | 4:1  | 1:2  | 5:3            |
| 2017/18  | Лига шампиона     | 3. коло кв.   | Хапоел Биршеба      | 3:1  | 0:2  | 3:3 (пгг)      |
| 2017/18  | Лига Европе       | Плеј оф       | Судува              | 2:0  | 0:0  | 2:0            |
| 2017/18  | Лига Европе       | Група Ц       | Брага               | 1:1  | 2:0  | 2.             |
| 2017/18  | Лига Европе       | Група Ц       | Хофенхајм           | 2:1  | 1:1  | 2.             |
| 2017/18  | Лига Европе       | Група Ц       | Башакшехир          | 1:2  | 0:0  | 2.             |
| 2017/18  | Лига Европе       | 1/16 финала   | Милан               | 0:3  | 0:1  | 0:4            |
| 2018/19  | Лига шампиона     | 1 коло кв.    | Крусејдерс          | 7:0  | 2:0  | 9:0            |
| 2018/19  | Лига шампиона     | 2. коло кв.   | Видеотон            | 0:0  | 0:1  | 0:1            |
| 2018/19  | Лига Европе       | 2. коло кв.   | Зрињски             | 1:0  | 1:1  | 2:1            |
| 2018/19  | Лига Европе       | плеј-оф       | Торпедо Кутаиси     | 4:0  | 1:0  | 5:0            |
| 2018/19  | Лига Европе       | Група А       | Бајер Леверкузен    | 2:3  | 1:1  | 4.             |
| 2018/19  | Лига Европе       | Група А       | Цирих               | 1:1  | 0:1  | 4.             |
| 2018/19  | Лига Европе       | Група А       | АЕК Ларнака         | 0:0  | 1:1  | 4.             |
| 2019/20  | Лига шампиона     | 1. коло кв.   | Ференцварош         | 2:3  | 1:2  | 3:5            |
| 2019/20  | Лига Европе       | 2. коло кв.   | Валур               | 4:0  | 1:1  | 5:1            |
| 2019/20  | Лига Европе       | 3. коло кв.   | Њу сејнтс           | 5:0  | 4:0  | 9:0            |
| 2019/20  | Лига Европе       | плеј-оф       | Марибор             | 0:0  | 2:2  | 2:2 (пгг)      |
| 2019/20  | Лига Европе       | Група Х       | ЦСКА Москва         | 5:1  | 1:1  | 2.             |
| 2019/20  | Лига Европе       | Група Х       | Еспањол             | 0:1  | 0:6  | 2.             |
| 2019/20  | Лига Европе       | Група Х       | Ференцварош         | 1:1  | 3:0  | 2.             |
| 2019/20  | Лига Европе       | 1/16 финала   | Интер               | 0:2  | 1:2  | 1:4            |
| 2020/21. | Лига шампиона     | 1. коло кв.   | Будућност Подгорица | Н/Д  | 3:1  | 3:1            |
| 2020/21. | Лига шампиона     | 2. коло кв.   | Мидтјиланд          | 0:1  | Н/Д  | 0:1            |
| 2020/21. | Лига Европе       | плеј-оф       | Динамо Брест        | Н/Д  | 2:0  | 2:0            |
| 2020/21. | Лига Европе       | Група Ј       | Тотенхем            | 1:3  | 0:4  | 4.             |
| 2020/21. | Лига Европе       | Група Ј       | ЛАСК                | 1:3  | 3:4  | 4.             |
| 2020/21. | Лига Европе       | Група Ј       | Антверпен           | 1:2  | 1:3  | 4.             |
| 2021/22. | Лига шампиона     | 1. коло кв.   | Шахтјор Солигорск   | 1:0  | 1:0  | 2:0            |
| 2021/22. | Лига шампиона     | 2. коло кв.   | Мура                | 0:0  | 3:1  | 3:1            |
| 2021/22. | Лига шампиона     | 3. коло кв.   | Олимпијакос         | 2:2  | 1:1  | 3:3 (4:1 пен)  |
| 2021/22. | Лига шампиона     | плеј-оф       | Малме               | 2:1  | 0:2  | 2:3            |
| 2021/22. | Лига Европе       | Група Ф       | Брага               | 0:1  | 2:4  | 4.             |
| 2021/22. | Лига Европе       | Група Ф       | Црвена звезда       | 0:1  | 0:1  | 4.             |
| 2021/22. | Лига Европе       | Група Ф       | Мидтјиланд          | 0:0  | 1:1  | 4.             |
| 2022/23. | Лига шампиона     | 1. коло кв.   | Сутјеска Никшић     | 2:0  | 1:0  | 3:0            |
| 2022/23. | Лига шампиона     | 2. коло кв.   | Шамрок роверси      | 3:0  | 1:2  | 4:2            |
| 2022/23. | Лига шампиона     | 3. коло кв.   | Динамо Загреб       | 1:2  | 2:4  | 3:6            |
| 2022/23. | Лига Европе       | плеј-оф       | Жалгирис            | 1:0  | 3:3  | 4:3            |
| 2022/23. | Лига Европе       | Група Ц       | Рома                | 2:1  | 1:3  | 3.             |
| 2022/23. | Лига Европе       | Група Ц       | Бетис               | 0:1  | 2:3  | 3.             |
| 2022/23. | Лига Европе       | Група Ц       | Хелсинки            | 2:0  | 1:1  | 3.             |
| 2022/23. | Лига конференције | 1/16 финала   | Андерлехт           |      |      |                |